# グレート・ホワイト・フリート

航路図

グレート・ホワイト・フリート（Great White Fleet）は、1907年12月16日から1909年2月22日にかけて世界一周航海を行ったアメリカ海軍大西洋艦隊の名称。「GWF」と略されることもあり、また「白い大艦隊」「白船」と訳されることもある。名前の由来は、参加した艦艇が平時色である白の塗装で統一されていたことによる。

## 航海概要

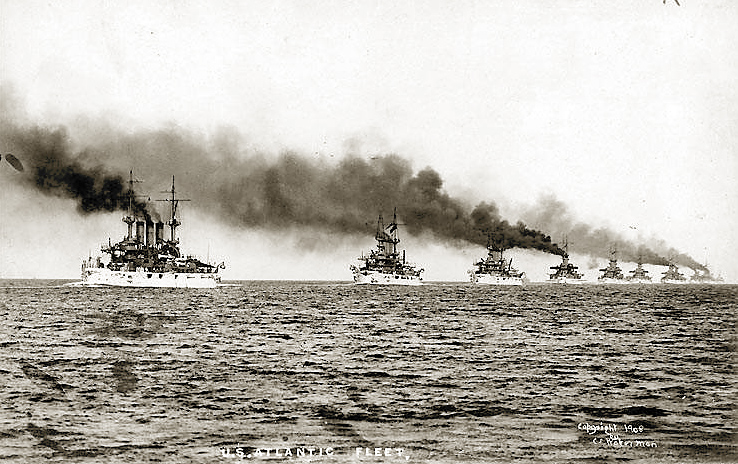
ハンプトンローズを出港する艦隊

1898年、米西戦争に勝利したアメリカはフィリピン、グアム、カリブ海のプエルトリコを得て、1903年にはパナマ運河の建設に取り掛かっており、海軍力の整備が急務であった。1904年から1907年までに11隻の戦艦を新造し、海軍力を誇示するタイミングをうかがっていた。
アメリカ合衆国大統領セオドア・ルーズベルトは1907年に大西洋艦隊を太平洋岸のサンフランシスコへ回航すると議会で発表する。発表当時はまだ世界一周航海であることを伏せていた。同年12月16日、ルーズベルト大統領をはじめとする大勢の見物人の見送る中、バージニア州のハンプトン・ローズを出港する。翌年の3月11日にメキシコのマグダレナに到着すると、3月13日にルーズベルトは航海の目的が世界一周だと発表する。
航海の目的はアメリカの海軍力を世界中、特に日露戦争に勝ったばかりの大日本帝国（日本）に誇示すること、アメリカ西海岸のアメリカ国民に軍備拡張の支持、具体的には戦艦4隻を新造するための予算を取り付けることが目的だったといわれている。カリフォルニア沖では艦隊遭遇演習を行なう予定で、米国が渡洋作戦を予期していることがうかがわれた。GWFはアメリカ大西洋艦隊に配備されていた新造の戦艦16隻を基幹に編成された。旗艦はコネチカット(16,000t)であった。動員された海軍人の数は、14,000人にのぼる。航海は、約80,000km（43,000カイリ）で14ヶ月に及び、その間、6つの大陸の20の港に寄港した。出発時、艦隊司令官はロブリー・D・エヴァンズ少将であったが、彼は西海岸へ向かう間、痛風に苦しみ、サンフランシスコでチャールズ・S・スペリー少将に交代している。
出港後、12月23日にトリニダードのポートオブスペインに投錨。ある水兵によると航海中もっともつまらない町だったという。1908年を迎えるタイミングで赤道を通過し1月、リオデジャネイロに着く。ここで、艦隊の水兵と港湾作業者の間で大規模な乱闘が発生。また同地で艦隊に対して無政府主義者が爆弾をしかけるというデマも流れた。このためブラジル大統領はじめ、ブラジルの官僚たちが艦隊に対して賛辞を送るなど沈静化に務めた。
リオデジャネイロを出港後、航海の一番の難所といわれたマゼラン海峡を通過する際には、濃霧と高波、当時この地域にいると噂されていた人食いの風習を持つ先住民により艦隊が全滅すると書きたてた新聞もあったという。しかしマゼラン海峡通過ではチリ海軍の艦船の水先案内により無事に通過する。
4月に入り、アメリカの西海岸のサンディエゴ、ロサンゼルスで市民の大歓迎を受ける。艦隊の演習の後、5月6日、サンフランシスコに入港。ここでも大歓迎を受ける。艦隊を一目見ようとする人たちのために臨時列車も運行されたという。
7月16日にハワイの真珠湾に入港。8月オーストラリアのシドニーに入港すると25万人が艦隊を祝福する。またメルボルンでも同様の大歓迎を受ける。次に向かったフィリピンのマニラではコレラの流行により上陸は許可されなかった。

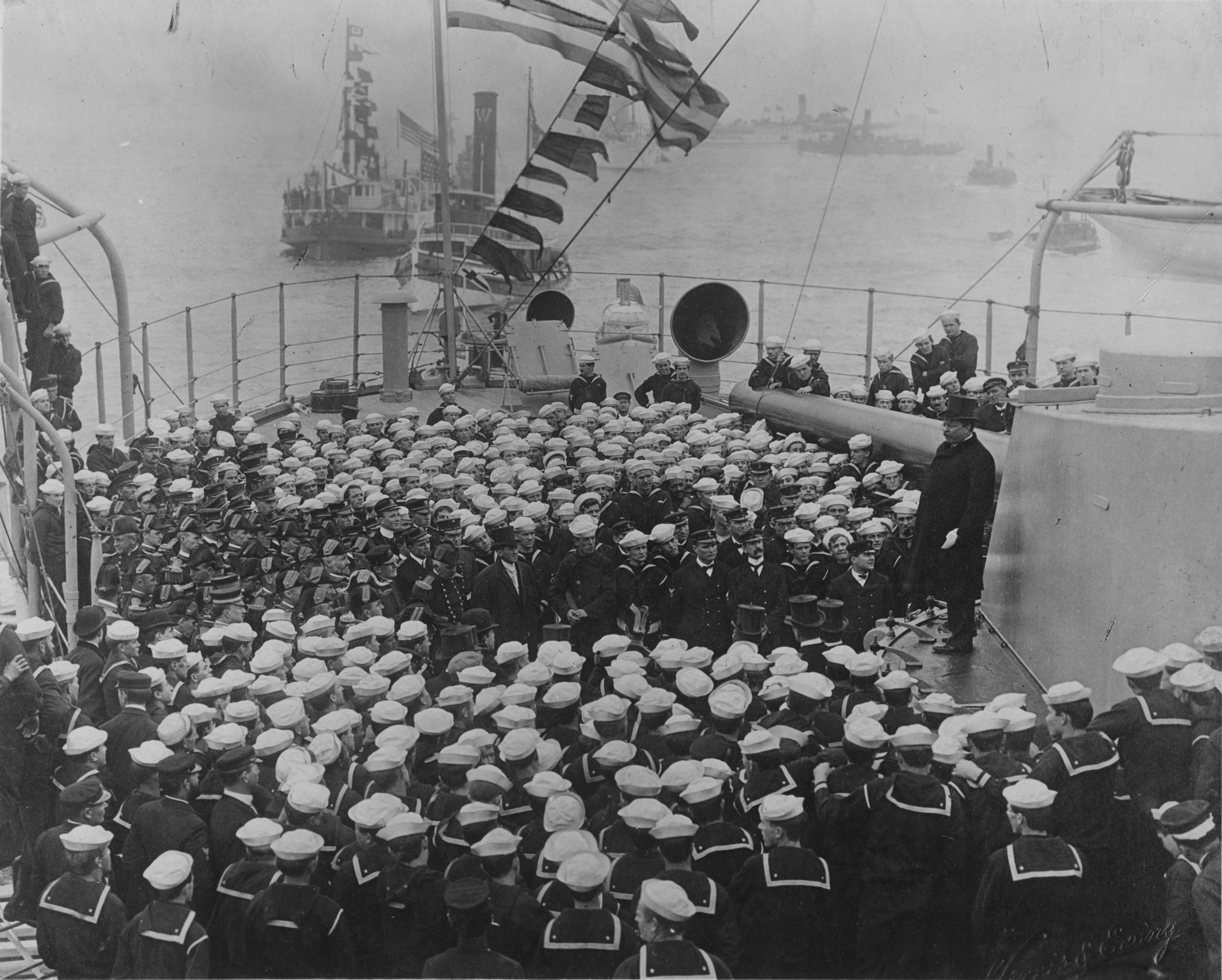
「コネチカット」の主砲塔から周航を終えた将兵に演説するセオドア・ルーズベルト（右手）。1909年2月22日、ハンプトン・ローズにて

10月にフィリピン、マニラから日本に向けて出発した後、過去40年間で最大の台風と遭遇。この時、水夫の1人が高波にさらわれるが、その後別の船の甲板に投げ出され無事だったというエピソードが残っている。同月、日本・横浜港に寄港（日本訪問については後述）。日本出港後、艦隊のうち8隻を清（中国）のアモイ（厦門）へ、残りをマニラへ向かわせた。16隻すべてが中国を訪問すると考えていた清政府は当惑した。体面を保つために16隻のうち8隻が台風で損傷し、訪問できなかったと偽りの発表を行った。艦隊の半数しか中国を訪問しないという侮辱のため、中国では反米暴動が発生した都市もあった。アモイでは水兵が伝染病にかかるのを恐れ、食料や水はすべて上海から運ばれた。水兵の多くは初めてフカヒレスープの東洋的かつ微妙な味を楽しんだという。
2つの艦隊はフィリピンのマニラで再度合流。12月にインド洋に向けて出発し、途中でスリランカのコロンボに寄港。スエズ運河を通り、エジプトに艦隊が到着した際、イタリアのシチリアで大地震（メッシーナ地震）が発生したのをうけ、艦隊のうち、コネチカットとイリノイの2隻をイタリアのメッシーナへ援助のため派遣している。
1909年2月、大西洋を横断しハンプトン・ローズに戻り14ヶ月の航海を終えた。

## 日本訪問
日本への訪問は斎藤実海軍大臣の提言によって、周航開始後の日本側からの招待に応じて行なわれたものである。日本を訪問した米国大西洋艦隊と日本の接伴艦隊のうち主力は下記の通りであり、1908年10月18日から25日まで横浜港へ4列8隻ずつで停泊した。
( )内は就役年。日本側は日露戦争の戦利艦も含め旧式艦が多かった。
- 第一列　コネチカット(1906年)、カンザス(1907年)、ミネソタ(1907年)、バーモント(1907年)、ジョージア(1906年)、ネブラスカ(1907年)、ニュージャージー(1906年)、ロードアイランド(1906年)。
- 第二列　ルイジアナ(1906年)、バージニア(1906年)、ミズーリ(1903年)、オハイオ(1904年)、ウィスコンシン(1901年)、イリノイ(1901年)、キアサージ(1900年)、ケンタッキー(1900年)。
- 第三列　三笠(1902年)、富士(1897年)、朝日(1900年)、相模(1901年)、吾妻(1900年)、八雲(1900年)、日進(1904年)、春日(1904年)。
- 第四列　香取(1906年)、鹿島(1906年)、筑波(1907年)、生駒(1908年)、宗谷(1901年)、音羽(1904年)、新高(1904年)、対馬(1904年)。

アメリカ大西洋艦隊の主力16隻は全て前弩級戦艦であり、接伴停泊した日本側は前弩級戦艦6隻、装甲巡洋艦6隻、防護巡洋艦4隻である。その他、GWFは通報船ロンクトン、工作船パンサー、給品船グレーシャ、給品船カルゴーヤ、病院船レリーフ、給炭船エイジャックスが随伴し、日本側は通報艦の最上、龍田、淀なども横浜港で接伴停泊した。

### 日本に対する影響
アメリカは当時、大西洋に艦隊が集まっており、太平洋には装甲巡洋艦が1隻配備されているだけであった。まだパナマ運河も建設中で太平洋側で有事があった場合の不安が強くあった。また日露戦争でロシア艦隊が消滅すると、太平洋上には日本海軍だけが突出する状態となった。アメリカの保守派や軍人たちはアメリカの植民地であったフィリピンの孤立を恐れていた。
日本側にはアメリカへの日本人移住制限の検討が行われたことに対する世論の反発や、ポーツマス条約の仲介を行ったルーズベルト大統領に対する批判や不満もあり、日米関係は緊張状態にあった。また日本政府は前年の1907年の帝国国防方針で初めてアメリカを第一の仮想敵国としていた。
艦隊が世界一周航海を始めると、アメリカやヨーロッパ諸国での世論は日本とアメリカの戦争が間近であると騒ぎ立てた。駐フランス大使の栗野慎一郎は「フランスの新聞は日米戦争不可避と書き、日本の外債は暴落した」と伝える。また駐スペイン公使の稲垣満次郎は「スペインの貴族や資本家から軍資金の提供の申し出があった」（スペインは米西戦争に敗北直後）と伝えてきていた。またアメリカの新聞も右派系を中心として連日に渡り、日本との戦争不可避と伝えた。
セオドア・ルーズベルトの伝記では、日本艦隊との交戦の可能性は1割ほど捨てきれなかったと回想したと伝えている。
一方、日本政府は6日後の3月19日に艦隊に日本への招待の申し入れを行った。1908年10月に入り入港が迫ると連日歓迎・友好の記事で新聞が賑わった。アメリカ艦隊はその姿から、幕末の黒船との対比として白船と呼ばれるようになった。10月18日、横浜港に入港すると最高潮に達した。10月18日の朝日新聞に大隈重信は「艦隊来航観」という文章を寄せている。
艦隊の乗組員の日本上陸の許可をするか否かが大きな問題となっていたが、艦隊を率いる将校は連日に渡る園遊会、晩餐会に招待された。当時、海軍軍令部長だった東郷平八郎大将は戦艦三笠の艦上で歓迎会を催した。また水兵3,000人の日帰り上陸が許可され、浅草・上野などの観光を楽しんだといわれている。こうした歓迎ムードのなか10月25日に艦隊は横浜を出航した。なお後に太平洋戦争で対日戦を指揮する艦隊司令長官たちもこの時に来日している。後の第3艦隊司令長官となるウィリアム・ハルゼーと後の太平洋艦隊司令長官になるチェスター・ニミッツは戦艦カンザスと戦艦オハイオの少尉として東郷の胴上げに参加しており、また後の第5艦隊司令長官となるレイモンド・スプルーアンスは戦艦ミネソタの少尉候補生でガーデン・パーティーにて東郷を見ている。
日本における艦隊来航時の騒動について、後世において白船騒動・白船来航・白船事件などと呼ぶことがある。

## 航海歴

### 第1航海
| 港                                           | 入港日         | 出港日         | 港間の距離 |
| -------------------------------------------- | -------------- | -------------- | ---------- |
| ハンプトン・ローズ（アメリカ・バージニア州） |                | 1907年12月16日 | 1803マイル |
| ポート・オブ・スペイン（トリニダード）       | 1907年12月23日 | 1907年12月29日 | 3399マイル |
| リオ・デジャネイロ（ブラジル）               | 1908年1月12日  | 1908年1月21日  | 2374マイル |
| プンタ・アレナス（チリ）                     | 1908年2月1日   | 1908年2月7日   | 2838マイル |
| カラオ（ペルー）                             | 1908年2月1日   | 1908年2月7日   | 2838マイル |
| マグダレナ（メキシコ）                       | 1908年3月12日  | 1908年4月11日  | 1132マイル |
| サンフランシスコ（カリフォルニア州）         | 1908年5月6日   |                |            |

### 第2航海
サンフランシスコからワシントン州のピュージェット・サウンドの間を往復。

### 第3航海
| 港                                   | 入港日         | 出港日         | 港間の距離 |
| ------------------------------------ | -------------- | -------------- | ---------- |
| サンフランシスコ（カリフォルニア州） |                | 1908年7月7日   | 2126マイル |
| ホノルル（ハワイ州）                 | 1908年7月16日  | 1908年7月22日  | 3870マイル |
| オークランド（ニュージーランド）     | 1908年8月9日   | 1908年8月15日  | 1307マイル |
| シドニー（オーストラリア）           | 1908年8月20日  | 1908年8月28日  | 601マイル  |
| メルボルン（オーストラリア）         | 1908年8月20日  | 1908年8月28日  | 601マイル  |
| アルバニー（オーストラリア）         | 1908年9月11日  | 1908年9月18日  | 3458マイル |
| マニラ（フィリピン）                 | 1908年10月2日  | 1908年10月9日  | 1795マイル |
| 横浜（日本）                         | 1908年10月18日 | 1908年10月25日 | 1811マイル |
| アモイ（中国） （第2艦隊）           | 1908年10月29日 | 1908年11月5日  |            |
| マニラ（フィリピン） （第1艦隊）     | 1908年10月31日 |                |            |
| マニラ（フィリピン） （第2艦隊）     | 1908年11月7日  |                |            |

### 第4航海
| 港                                           | 入港日                 | 出港日              | 港間の距離 |
| -------------------------------------------- | ---------------------- | ------------------- | ---------- |
| マニラ（フィリピン）                         |                        | 1908年12月1日       | 2985マイル |
| コロンボ（セイロン島）                       | 1908年12月13日         | 1908年12月20日      | 3448マイル |
| スエズ（エジプト）                           | 1909年1月3日           | 1909年1月4日-1月6日 | 2443マイル |
| ジブラルタル                                 | 1909年1月31日 - 2月1日 | 1909年2月6日        | 3579マイル |
| ハンプトン・ローズ（アメリカ・バージニア州） | 1909年2月22日          |                     |            |

## 参考資料

### 書籍
- 『黒船の世紀』- 猪瀬直樹
- 『白い艦隊』- 黒井緑